# Revolution (2020)
Revolution е първото pay-per-view шоу от поредицата AEW Revolution, продуцирано от американската кеч федерация All Elite Wrestling (AEW). Провежда се в събота, 29 февруари 2020 г. в Wintrust Arena в Чикаго, Илинойс.

## Обща информация
На 2 август 2019 г. американската федерация All Elite Wrestling (AEW) регистрира две търговски марки за „AEW Revolution“ заедно с логото. На 3 декември AEW регистрира търговската марка „Join The Revolution“ (Присъединете се към революцията).
На 9 декември 2019 г. е обявено, че компанията се завръща на Chicago Comic & Entertainment Expo (C2E2), което ще се проведе от 28 февруари до 1 март 2020 г. По време на епизода на AEW Dynamite от 11 декември е обявено, че следващото им PPV ще бъде Revolution, което ще се проведе в Wintrust Arena в Чикаго, Илинойс в събота, 29 февруари и ще бъде в партньорство с C2E2. Билетите за шоуто са разпродадени за по-малко от час.
На 26 февруари 2020 г. веднага след AEW Dynamite, TNT излъчва едночасово специално телевизионно предаване, наречено Countdown to Revolution, което бива гледано от средно 383 000 зрители.
Шоуто е последното, което се провежда преди пандемията от COVID-19 и последното, което се провежда при пълен капацитет до Double or Nothing през май 2021 г. Излъчва се през традиционните PPV канали, както и по B/R Live в Северна Америка и FITE TV в международен план.
Девет мача са оспорвани на шоуто, включително един в предварителното шоу The Buy In и един дарк мач. В главното събитие Джон Моксли побеждава Крис Джерико и печели Световната титла на AEW. В другите мачове Кени Омега и Адам Пейдж побеждават Йънг Бъкс (Мат и Ник Джаксън), за да запазят Световните отборни титли на AEW, Найла Роуз побеждава Крис Стетландер, за да запази Световната титла при жените на AEW, Максуел Джейкъб Фридман побеждава Коуди Роудс, а Джейк Хейгър побеждава Дъстин Роудс в своят първи мач в AEW.

## Резултати
| Роля                  | Име                            |
| --------------------- | ------------------------------ |
| Коментатори           | Джим Рос (PPV)                 |
| Коментатори           | Екскалибур (Преди шоуто + PPV) |
| Коментатори           | Тони Шавони (PPV)              |
| Коментатори           | Таз (Преди шоуто)              |
| Испански коментатори  | Алекс Абрахантес               |
| Испански коментатори  | Даша Гонсалес                  |
| Испански коментатори  | Вили Урбина                    |
| Германски коментатори | Гюнтер Сапф                    |
| Германски коментатори | Майк Ритер                     |
| Конферансие           | Джъстин Робъртс                |
| Съдии                 | Обри Едуардс                   |
| Съдии                 | Брайс Ремсбърг                 |
| Съдии                 | Пол Търнър                     |
| Съдии                 | Рик Нокс                       |
| Интервюиращи          | Лекси Неир                     |
| Интервюиращи          | Тони Шавони                    |

| №                                                                                     | Резултати | Правила                                                | Време |
| ------------------------------------------------------------------------------------- | --- | ------------------------------------------------------ | ----- |
| 1П                                                                                    | Брит Бейкър и Пенелопе Форд (с Кип Сейбиън) поб. Рихо и Юка Саказаки чрез предаване                                             | Отборен мач                                            | 8:10  |
| 2П                                                                                    | The Dark Order (Ивъл Уно и Стю Грейсън) (с Алекс Рейнолдс и Джон Силвър) поб. SoCal Uncensored (Франки Казариан и Скорпио Скай) | Отборен мач                                            | 9:25  |
| 3                                                                                     | Джейк Хейгър поб. Дъстин Роудс чрез предаване                                                                                   | Индивидуален мач                                       | 14:40 |
| 4                                                                                     | Дарби Алин поб. Сами Гевара | Индивидуален мач                                       | 5:00  |
| 5                                                                                     | Кени Омега и Адам Пейдж (ш) поб. Йънг Бъкс (Мат и Ник Джаксън)                                                                  | Отборен мач за Световните отборни титли на AEW         | 30:05 |
| 6                                                                                     | Найла Роуз (ш) поб. Крис Стетландер                                                                                             | Индивидуален мач за Световната титла при жените на AEW | 12:45 |
| 7                                                                                     | Максуел Джейкъб Фридман (с Уордлоу) поб. Коуди Роудс (с Арн Андерсън и Бранди Роудс)                                            | Индивидуален мач                                       | 24:40 |
| 8                                                                                     | Пак поб. Ориндж Касиди (с Чък Тейлър и Трент Берета) чрез предаване                                                             | Индивидуален мач                                       | 13:00 |
| 9                                                                                     | Джон Моксли поб. Крис Джерико (ш) (със Сантана и Ортис)                                                                         | Индивидуален мач за Световната титла на AEW            | 22:20 |
| - (ш) – указва шампиона/шампионите в мача - П – показва, че мача се случи преди шоуто | |                                                        |       |

## Отзиви
Шоуто е одобрено от критиците, като мачът за отборните титли получава огромна всеобща похвала както от критици, така и от фенове, като някои го определят като "един от най-великите мачове за всички времена". Брент Брукхаус от CBS Sports оценява главния мач с "B+" и пише, че победата на Джон Моксли е "емблематичен момент".
Дейв Мелцър от бюлетина на Wrestling Observer награждава отборния мач за титлите с 6 звезди, който е най-високо оцененият отборен мач в историята на професионалния кеч, като Мелцър го описва като „най-великия отборен мач в историята“. Отборният мач също така печели в Wrestling Observer Newsletter мач на годината и наградите Voices of Wrestling мач на годината. Събитието е избрано за най-добро голямо кеч шоу за 2020 г.

## Последици
В епизода на 4 март на AEW Dynamite, Джон Моксли се обединява с Дарби Алин, за да се изправи срещу Крис Джерико и Сами Гевара. Въпреки това, The Inner Circle атакува Моксли преди мача, превръщайки мача в мач в хендикап 2 на 1, който Джерико и Гевара спечелват.
В същия епизод на Dynamite, Пак побеждава Чък Тейлър и към него се присъединяват Lucha Brothers (Пентагон Джуниър и Рей Финикс) в атаката срещу Тейлър, Трент Берета и Ориндж Касиди след мача. След това Пак обявява, че формират нова групировка (стейбъл), наречена Death Triangle ("Триъгълник на смъртта").
Също в този епизод Коуди Роудс говори за загубата си срещу Максуел Джейкъб Фридман, но той е прекъснат от Джейк Робъртс, който твърди, че има клиент, който ще "убие" Коуди и ще внесе "тъмната страна" в AEW.
Освен това в епизода на Dynamite от 4 март, SoCal Uncensored се обединяват с Колт Кабана, за да победят The Dark Order.
Поради пандемията от COVID-19, която започва да засяга кеч индустрията в средата на март, AEW премества своите седмични шоута в Daily's Place в Джаксънвил, Флорида, където е централата на компанията. Събитията се провеждат при закрити врата без външни зрители; вместо това AEW използва несъстезаващи се кечисти и екип, за да бъдат публика на живо. В края на август AEW започва да приема отново ограничен брой фенове (10–15% от капацитета на залата), преди да започне шоута с пълен капацитет през май 2021 г. След това AEW подновява турнета на живо през юли 2021 г.
През ноември 2020 г. президентът и главен изпълнителен директор на AEW Тони Хан сочи Revolution като едно от „Големите четири“ PPV на AEW, което включва Double or Nothing, All Out и Full Gear.